# 松浦郡
松浦郡（日语：／ Matsura gun */?）是過去位于日本肥前國的一個郡，已於1878年被分割為北松浦郡、南松浦郡、東松浦郡和西松浦郡。同時因為佐賀縣從長崎縣分割出，因此東松浦郡和西松浦郡城被分至佐賀縣，南松浦郡和北松浦郡則繼續留在長崎縣。
過去的範圍包括了現在的佐賀縣西北部地區與長崎縣的北部地區及五島群島。

## 歷史
最早在中國3世紀的史書魏志倭人傳就有紀載位於松浦本地的末盧國，在日本令制國時代屬於肥前國。
江戶時代時，分屬唐津藩、對馬府中藩、佐賀藩、小城藩、平戶藩、福江藩，也有部分區域為幕府直轄領或旗本領地。